# Theoretical and Applied Genetics
Theoretical and Applied Genetics (en español: Genética teórica y aplicada) es una revista revisada por pares científicos, publicada por Springer Science+Business Media. La revista publica artículos en los campos de genética de las plantas, la genómica y la biotecnología. Fue fundada en 1929 como Der Züchter y su nombre fue cambiado al actual en 1968.  Entre sus editores figuran H. Stubbe (1946-76) y H. F. Linskens (1977-1987). La revista solo publica artículos de investigación originales.

## Indexación y resúmenes
Theoretical and Applied Genetics está indexada en Aquatic Sciences and Fisheries Abstracts, Chemical Abstracts, Current Contents, PubMed, Science Citation Index y Scopus. De acuerdo al Journal Citation Reports, su factor de impacto en 2010 fue de 3.264, segunda dentro de 74 publicaciones en la categoría de «Agronomía», en el primer lugar de 30 en «Horticultura», 23 de 187 en «Ciencias Botánicas» y 59 de 156 en «Genética y Herencia».
La revista ocupa el decimotercer puesto en el apartado de las revistas de Genética & Genómica en Google Scholar con un índice h5 de 69